# Araguari
Araguari är en stad och kommun i östra Brasilien och ligger i delstaten Minas Gerais. Stadens befolkning uppgick år 2010 till cirka 100 000 invånare. Närmaste större stad är Uberlândia, cirka 40 kilometer söderut.

## Administrativ indelning
Kommunen var år 2010 indelad i fyra distrikt:
- Amanhece
- Araguari
- Florestina
- Piracaíba